# Elijah Impey

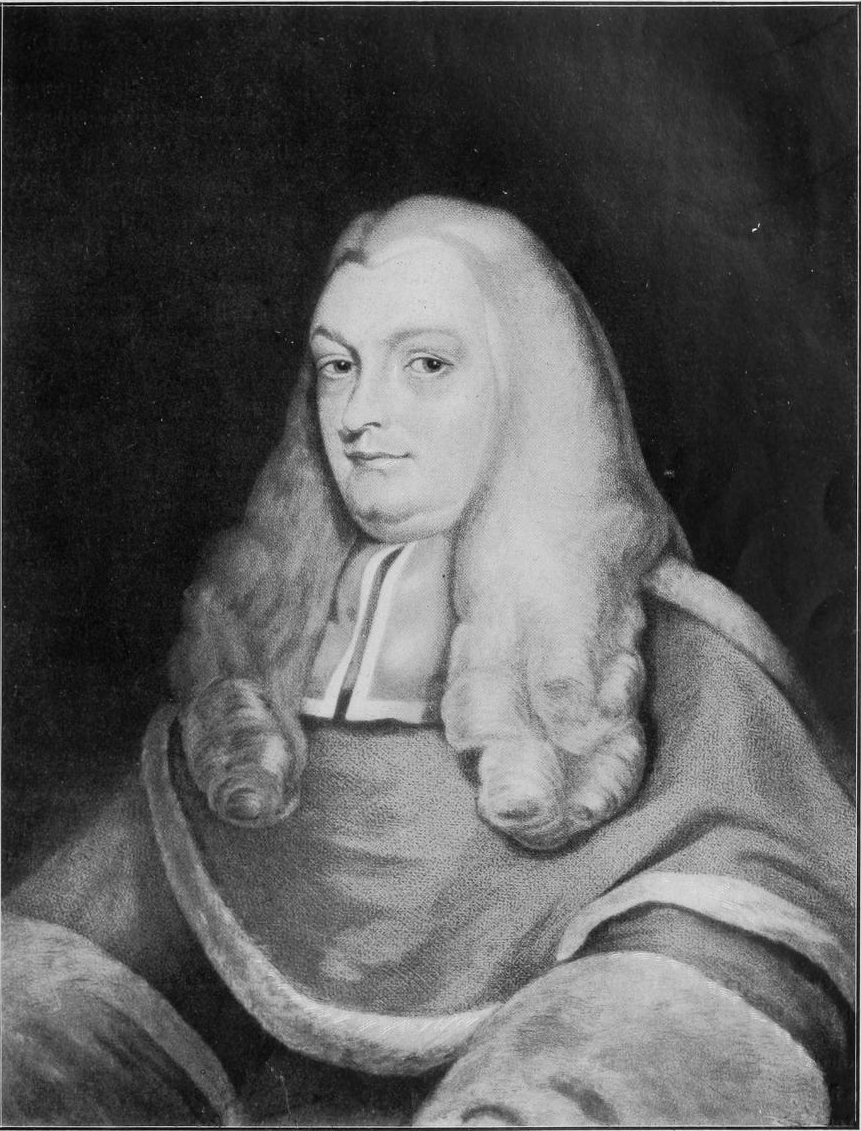

Sir Elijah Impey (Hammersmith, 13 juni 1732 – Sussex, 1 oktober 1809) was een Brits jurist en politicus. Hij was de eerste president van het opperste gerechtshof in de Britse koloniën in India en tegelijkertijd ook van de door gouverneur-generaal Warren Hastings opgezette rechtbanken van de Sadr Diwani Adalat. Later was hij parlementslid voor het district New Romney.
Impey was de zoon van een Londense handelaar. Hij bezocht Westminster School samen met Warren Hastings, met wie hij een levenslange vriendschap onderhield. Hij studeerde tussen 1752 en 1756 rechten aan Trinity College in Cambridge. In 1768 trouwde hij de latere natuuronderzoekster Mary Reade. Het paar kreeg vijf zoons. De Impeys vertrokken naar India, waar hij in 1773 door Hastings benoemd werd tot president van de Sadr Diwani Adalat, rechtbanken die onder de jurisdictie van de Mogolkeizer vielen. Impeys benoeming was allerminst populair, omdat hij ook al chief justice van de koloniale rechtspraak in Fort William was, en daardoor twee monarchen tegelijkertijd diende: de Mogolkeizer in Delhi en de Britse koning.
Als rechter behandelde hij in 1775 de zaak tegen maharadja Nandakumar. De maharadja werd wegens machtsmisbruik ter dood veroordeeld. In 1787 zou dit leiden tot een impeachmentproces in het Britse parlement, waarbij Impey en Hastings beschuldigd werden van juridische moord op de maharadja. Aanklager Thomas Macaulay had vooral politieke doeleinden met het in diskrediet brengen van de koloniale bestuurders. De jurist James Fitzjames Stephen, die de zaak onderzocht, kwam tot de conclusie dat de maharadja een eerlijk proces gehad had.
Impey was gedwongen in 1787 afstand van zijn positie in India te doen, om zich terug in Londen tegen de aanklachten te verdedigen. Als zijn opvolger werd in India Sir William Jones aangesteld. Na Impey's vrijspraak was hij tussen 1790 en 1797 parlementslid voor New Romney in Kent. Daarna ging hij met pensioen en vestigde zich bij Brighton.